# 茨城県の神社一覧
茨城県の神社一覧（いばらきけんのじんじゃいちらん）は、茨城県にある神社を市町村ごとにまとめた一覧である。
記載基準としては
- 近代社格制度における県社以上の神社および別表神社
- 『延喜式神名帳』に記載されている式内社の後裔社
- 文化財保護法に基づき国（文部科学大臣）が指定した文化財、または茨城県文化財保護条例に基づき同県教育委員会が指定した文化財を有する神社
- 特殊神事が行われる神社

のいずれかに該当するものとする。
なお、県内の八幡宮については八幡宮#関東地方およびCategory:八幡宮も参照のこと。

## 水戸市
水戸市にある神社
| 神社名         | 所在地         | 主な祭神                     | 神社系列          | 神社庁 | 公式サイト     | 備考 |
| 常磐神社       | 常磐町（位置） | 徳川光圀 徳川斉昭            |                   |        | 常磐神社       | 別格官幣社 · 別表神社 · 太極砲、陣太鼓は市指定有形文化財 · 義公生誕の地、千束原追鳥狩本陣跡は市指定史跡 ·                                                          |
| 茨城県護国神社 | 見川（位置）   | 郷土出身の戦没者63,494柱     | 護国神社          |        | 茨城県護国神社 | 別表神社 内務大臣指定護国神社 |
| 鹿島神社       | 三の丸（位置） | 武甕槌命                     | 鹿島神社          |        |                | 県社 弘道館公園に鎮座 刀は市指定有形文化財 |
| 水戸東照宮     | 宮町（位置）   | 徳川家康 徳川頼房            | 東照宮            |        |                | 県社 別表神社 太刀は国の重要文化財 大薙刀、太刀、総毛引紅糸威胴丸具足は県指定有形文化財 三十六歌仙扁額、常葉山時鐘、安神車、銅造燈籠、銅造釣燈籠は市指定有形文化財 |
| 水戸八幡宮     | 八幡町（位置） | 誉田別尊 息長足日売尊 姫大神 | 八幡宮            |        | 水戸八幡宮     | 県社 本殿は国の重要文化財 オハツキイチョウは国の天然記念物 黒韋肩浅葱筋兜は県指定有形文化財 拝殿、幣殿、神楽殿、随神門、木造狛犬、陣太鼓、神輿は市指定有形文化財   |
| 吉田神社       | 宮内町（位置） | 日本武尊                     |                   |        | 吉田神社       | 常陸国三宮 県社 式内社（名神大社、常陸国那賀郡吉田神社） |
| 大串稲荷神社   | 大串（位置）   | 倉稲魂命                     | 稲荷神社          |        |                | 郷社 大串のささらばやしは国の選択無形民俗文化財 神輿、日月鉾は市指定有形文化財                                                                                     |
| 愛宕神社       | 愛宕町（位置） | 火之迦具土神                 | 愛宕神社          |        |                | 村社 愛宕山古墳は国の史跡 |
| 有賀神社       | 有賀町（位置） | 武甕槌命 経津主命            | 鹿島神社          |        |                | 村社 式内社（常陸国那賀郡藤内神社） 磯渡御は市指定無形民俗文化財                                                                                                   |
| 大井神社       | 飯富町（位置） | 建借馬命                     |                   |        |                | 村社 式内社（常陸国那賀郡大井神社） |
| 鹿島香取神社   | 青柳町（位置） | 武甕槌命 経津主命            | 鹿島神社 香取神社 |        |                | 村社 |
| 酒門神社       | 酒門町（位置） | 木花咲耶姫命                 |                   |        |                | 村社 |
| 立野神社       | 谷津町（位置） | 級長津彦命                   |                   |        |                | 村社 式内社（常陸国那賀郡藤内神社、常陸国久慈郡立野神社） |
| 藤内神社       | 藤井町（位置） | 経津主命                     | 香取神社          |        |                | 村社 式内社（常陸国那賀郡藤内神社） |
| 別雷皇太神     | 元山町（位置） | 別雷命                       |                   |        |                | 村社 木造神事面は市指定有形文化財 |
| 回天神社       | 松本町（位置） | 水戸勤王殉難志士1,785柱      |                   |        |                | |
| 表 話 編 歴    |                |                              |                   |        |                | |

## 日立市
日立市にある神社
| 神社名      | 所在地               | 主な祭神                       | 神社系列 | 神社庁 | 公式サイト | 備考                                                                                            |
| 泉神社      | 水木町（位置）       | 天速玉姫命                     |          |        |            | 郷社 式内社（常陸国久慈郡天速玉姫命神社） 日立のささらは県指定無形民俗文化財 泉が森は県指定史跡 |
| 鹿嶋神社    | 大久保町（位置）     | 武甕槌命                       | 鹿島神社 |        |            | 郷社 日立のささらは県指定無形民俗文化財 イチョウは県指定天然記念物                              |
| 黒前神社    | 十王町黒坂（位置）   | 黒坂命                         |          |        |            | 郷社 竪破山の山頂に鎮座                                                                         |
| 御岩神社    | 入四間町（位置）     | 国常立命 大国主命              |          |        | 御岩神社   | 村社 木造大日如来坐像は県指定有形文化財 木造阿弥陀如来坐像は市指定有形文化財                    |
| 鹿島神社    | 会瀬町（位置）       | 武甕槌命                       | 鹿島神社 |        |            | 村社 日立のささらは県指定無形民俗文化財                                                         |
| 鹿嶋神社    | 鹿島町（位置）       | 武甕槌命                       | 鹿島神社 |        |            | 村社 日立のささらは県指定無形民俗文化財 旧助川西上町舞屋台は市指定有形文化財                    |
| 鹿島神社    | 中成沢町（位置）     | 武甕槌命                       | 鹿島神社 |        |            | 村社 日立のささらは県指定無形民俗文化財                                                         |
| 神峰神社    | 宮田町（位置）       | 伊弉諾尊 伊弉冉尊 熊野久須毘命 |          |        | 神峰神社   | 村社 日立風流物は国の重要有形民俗文化財 日立のささらは県指定無形民俗文化財                      |
| 蚕養神社    | 川尻町（位置）       | 稚産霊命 宇気母智命 事代主命   |          |        |            | 村社 小貝浜は市指定名勝                                                                         |
| 諏訪神社    | 諏訪町（位置）       | 蹈鞴五十鈴姫命 建御名方命      | 諏訪神社 |        |            | 村社 万年大夫夫婦坐像は県指定有形文化財 日立のささらは県指定無形民俗文化財                      |
| 大甕神社    | 大みか町（位置）     | 武葉槌命                       |          |        | 大甕神社   | 樹叢は市指定天然記念物                                                                          |
| 艫神社      | 十王町友部東（位置） | 建甕槌命                       | 鹿島神社 |        | 艫神社     | 棟札は市指定有形文化財                                                                          |
| 表 話 編 歴 |                      |                                |          |        |            |                                                                                                 |

## 土浦市
土浦市にある神社
| 神社名      | 所在地                       | 主な祭神 | 神社系列 | 神社庁 | 公式サイト | 備考                                                                  |
| 日枝神社    | 小野沢辺東城寺入会地（位置） | 大山咋命 | 日吉神社 |        |            | 郷社 石造燈篭は県指定有形文化財 流鏑馬は県指定無形民俗文化財          |
| 八坂神社    | 真鍋（位置）                 | 素盞嗚命 | 祇園神社 |        |            | 郷社 本殿、幣殿、拝殿は市指定有形文化財                               |
| 愛宕神社    | 下高津（位置）               | 火産霊神 | 愛宕神社 |        |            | 村社                                                                  |
| 鷲神社      | 大畑（位置）                 | 天日鷲命 | 鷲神社   |        |            | 村社 大畑のからかさ万灯は国の選択無形民俗文化財、県指定無形民俗文化財 |
| 鷲神社      | 東崎町（位置）               | 天日鷲命 | 鷲神社   |        |            | 村社 力石は市指定有形民俗文化財 石碑は市指定史跡                      |
| 梶宮神社    | 田宮                         | 猿田彦命 | 不詳     |        |            | 無格社 田宮ばやしは県指定無形民俗文化財                               |
| 表 話 編 歴 |                              |          |          |        |            |                                                                       |

## 古河市
古河市にある神社
| 神社名       | 所在地         | 主な祭神          | 神社系列 | 神社庁 | 公式サイト | 備考                                                                                                |
| 雀神社       | 宮前町（位置） | 大己貴命          |          |        |            | 郷社 · 社殿は市指定有形文化財 · 中田永代太々神楽は市指定無形民俗文化財 · ケヤキは市指定天然記念物 · |
| 鶴峯八幡神社 | 中田（位置）   | 誉田別命 経津主命 | 八幡宮   |        |            | 村社 中田永代太々神楽は市指定無形民俗文化財                                                         |
| 頼政神社     | 錦町（位置）   | 源頼政            |          |        |            | 村社                                                                                                |
| 表 話 編 歴  |                |                   |          |        |            | |

## 石岡市
石岡市にある神社
| 神社名       | 所在地         | 主な祭神                                                | 神社系列   | 神社庁 | 公式サイト   | 備考 |
| 常陸国総社宮 | 総社（位置）   | 伊弉諾尊 素盞嗚尊 瓊々杵尊 大国主命 大宮比売命 布瑠大神 | 総社       |        | 常陸国総社宮 | 県社 扁額三十六歌仙絵、漆皮軍配、常陸総社文書は県指定有形文化財 本殿、随身像は市指定有形文化財 常陸國總社宮大祭が行われる |
| 足尾神社     | 小屋（位置）   | 国常立命 面足命 惶根命                                  |            |        |              | 郷社 式内社（常陸国茨城郡夷針神社） 足尾山山頂に鎮座                                                                      |
| 加波山神社   | 大塚（位置）   | 国常立尊 伊弉諾尊 伊弉冉尊                              | 加波山神社 |        | 加波山神社   | 郷社 国史見在社 |
| 佐志能神社   | 染谷（位置）   | 豊城入彦命                                              |            |        |              | 郷社 式内社（常陸国新治郡佐志能神社）                                                                                     |
| 佐志能神社   | 柿岡（位置）   | 豊城入彦命                                              |            |        |              | 村社 式内社（常陸国新治郡佐志能神社） 丸山古墳は県指定史跡 染谷十二座神楽は市指定無形文化財                               |
| 八坂神社     | 柿岡           | 素盞嗚尊                                                | 八坂神社   |        |              | 無格社 柿岡からくり人形は県指定無形民俗文化財 柿岡荒宿のささら舞、柿岡館の獅子舞は市指定無形民俗文化財                    |
| 八幡神社     | 片野           | 誉田別尊                                                | 八幡神社   |        |              | 村社 排禍ばやしは県指定無形民俗文化財                                                                                     |
| 鹿島神社     | 北根本         | 武甕槌命                                                | 鹿島神社   |        |              | 村社 舟塚山古墳は国指定史跡                                                                                               |
| 高浜神社     | 高浜町（位置） | 武甕槌命                                                | 鹿島神社   |        |              | 村社 本殿、拝殿は市指定有形文化財                                                                                         |
| 表 話 編 歴  |                |                                                         |            |        |              | |

## 結城市
結城市にある神社
| 神社名       | 所在地         | 主な祭神              | 神社系列 | 神社庁 | 公式サイト | 備考 |
| 健田須賀神社 | 結城（位置）   | 武渟川別命 須佐之男命 | 津島神社 |        |            | 県社 式内社（下総国結城郡健田神社） 健田須賀神社文書は県指定有形文化財 狛犬、獅子頭は市指定有形文化財 健田神社旧跡は市指定史跡 |
| 大桑神社     | 小森（位置）   | 稚産霊尊              |          |        |            | 本殿は市指定有形文化財 ケヤキは市指定天然記念物                                                                                |
| 諏訪神社     | 上山川（位置） | 建御名方神 八坂刀売神 | 諏訪神社 |        | 諏訪神社   | 諏訪神社太々神楽は県指定無形民俗文化財 本殿、鉄鏃は市指定有形文化財                                                            |
| 表 話 編 歴  |                |                       |          |        |            | |

## 龍ケ崎市
龍ケ崎市にある神社
| 神社名      | 所在地         | 主な祭神       | 神社系列 | 神社庁 | 公式サイト | 備考 |
| 富士神社    | 八代町（位置） | 木花開耶姫命   | 浅間神社 |        |            | 郷社 |
| 八坂神社    | 上町（位置）   | 建速須佐之男命 | 祇園神社 |        |            | 村社 龍ヶ崎の撞舞は国の選択無形民俗文化財、県指定無形民俗文化財 本殿は市指定有形文化財 ケヤキは市指定天然記念物 |
| 女化神社    | 馴馬町（位置） | 保食命         | 稲荷神社 |        |            | 無格社 · 所在地は飛地で、牛久市女化町に囲まれている ·                                                           |
| 表 話 編 歴 |                |                |          |        |            | |

## 下妻市
下妻市にある神社
| 神社名      | 所在地         | 主な祭神                     | 神社系列 | 神社庁 | 公式サイト | 備考 |
| 大宝八幡宮  | 大宝（位置）   | 誉田別命 足仲彦命 気長足姫命 | 八幡宮   |        | 大宝八幡宮 | 県社 本殿は国の重要文化財 大宝城跡は国の史跡 瑞花雙鳥八稜鏡、銅鐘、丸木舟は県指定有形文化財 大宝八幡宮十二座神楽は市指定無形民俗文化財 |
| 宗道神社    | 宗道（位置）   | 建速須佐男命 市杵島命        |          |        |            | 村社 |
| 千勝神社    | 坂井（位置）   | 猿田彦命                     |          |        |            | 村社 |
| 宗任神社    | 本宗道（位置） | 安倍宗任 安倍貞任            |          |        |            | 村社 宗任神社領朱印状は市指定有形文化財                                                                                                |
| 表 話 編 歴 |                |                              |          |        |            | |

## 常総市
常総市にある神社
| 神社名       | 所在地           | 主な祭神   | 神社系列   | 神社庁 | 公式サイト | 備考 |
| 桑原神社     | 国生（位置）     | 天熊大人命 |            |        |            | 郷社 式内社（下総国岡田郡桑原神社） |
| 一言主神社   | 大塚戸町（位置） | 一言主神   | 一言主神社 |        | 一言主神社 | 村社 大塚戸の綱火は県指定無形民俗文化財 本殿は市指定有形文化財 ムクノキは市指定天然記念物                                                                |
| 大生郷天満宮 | 大生郷（位置）   | 菅原道真   | 天満宮     |        |            | 村社 絹本著色神酒天神画像、絹本著色御廟天神画像、紙本著色北野天神縁起絵巻、紙本著色三十六歌仙絵は県指定有形文化財 絹本著色十一面観音像は市指定有形文化財 |
| 表 話 編 歴  |                  |            |            |        |            | |

## 常陸太田市
常陸太田市にある神社
| 神社名       | 所在地               | 主な祭神                     | 神社系列 | 神社庁 | 公式サイト | 備考 |
| 西金砂神社   | 上宮河内町（位置）   | 大己貴命 少彦名命 国常立命   |          |        |            | 県社 イチョウ、サクラ、スギは国の天然記念物 金砂神社磯出大祭礼は国の選択無形民俗文化財、県指定無形民俗文化財 |
| 天志良波神社 | 白羽町（位置）       | 天白羽命                     |          |        |            | 郷社 式内社（常陸国久慈郡天志良波神社）                                                                      |
| 稲村神社     | 天神林町（位置）     | 饒速日尊                     |          |        |            | 郷社 式内社（常陸国久慈郡稲村神社）                                                                          |
| 薩都神社     | 里野宮町（位置）     | 立速男命                     |          |        |            | 郷社 式内社（常陸国久慈郡薩都神社）                                                                          |
| 長幡部神社   | 幡町（位置）         | 綺日女命 多弖命              |          |        |            | 郷社 式内社（常陸国久慈郡長幡部神社）                                                                        |
| 東金砂神社   | 天下野町（位置）     | 大己貴命 少彦名命            |          |        | 東金砂神社 | 郷社 金砂神社磯出大祭礼は国の選択無形民俗文化財、県指定無形民俗文化財 モチノキは県指定天然記念物             |
| 若宮八幡宮   | 宮本町（位置）       | 大鷦鷯命 宇迦之御魂命        | 八幡宮   |        | 若宮八幡宮 | 郷社 ケヤキは県指定天然記念物                                                                                |
| 愛宕神社     | 玉造町（位置）       | 軻遇突知神                   | 愛宕神社 |        |            | 村社 絹本著色五大尊絵像、絹本著色両界曼荼羅は県指定有形文化財                                                |
| 鹿島神社     | 春友町（位置）       | 武甕槌命 天速玉姫命          | 鹿島神社 |        |            | 村社 式内社（常陸国久慈郡天速玉姫命神社）                                                                    |
| 高宮神社     | 大菅町（位置）       | 日本武尊                     |          |        |            | 村社 カシは県指定天然記念物                                                                                  |
| 高宮神社     | 西河内上町（位置）   | 高皇産霊尊                   |          |        |            | 村社 アカガシは市指定天然記念物                                                                              |
| 馬場八幡宮   | 馬場町（位置）       | 誉田別命 息長足姫命 比咩大神 | 八幡宮   |        |            | 村社 本殿、古瀬戸瓶子、青銅製扇面は市指定有形文化財                                                          |
| 真弓神社     | 真弓町陣ケ峰（位置） | 大己貴命 少彦名命            |          |        |            | 村社 スギは県指定天然記念物                                                                                  |
| 赤土天満宮   | 赤土町（位置）       | 菅原道真                     | 天満宮   |        |            | 式内社（常陸国久慈郡立野神社）                                                                               |
| 天満神社     | 西河内中町（位置）   | 菅原道真                     | 天満宮   |        |            | 木造神像は県指定有形文化財                                                                                   |
| 大中神社     | 大中町               | 大己貴命 少彦名命            |          |        | 大中神社   | 本殿は常陸太田市指定の建造物 御神木は里美村指定天然記念物                                                    |
| 表 話 編 歴  |                      |                              |          |        |            | |

## 高萩市
高萩市にある神社
| 神社名       | 所在地         | 主な祭神                 | 神社系列 | 神社庁 | 公式サイト | 備考                                                                   |
| 安良川八幡宮 | 安良川（位置） | 応神天皇 神功皇后 比売神 | 八幡宮   |        |            | 県社 スギは国の天然記念物                                              |
| 大塚神社     | 下君田（位置） | 大山祇命                 |          |        |            | 村社 スギ、モミは県指定天然記念物 下君田のささらは市指定無形民俗文化財 |
| 丹生神社     | 下手綱（位置） | 丹生都比女命             |          |        |            | 丹生神社の棒ささらは市指定無形民俗文化財                               |
| 表 話 編 歴  |                |                          |          |        |            |                                                                        |

## 北茨城市
北茨城市にある神社
| 神社名         | 所在地                 | 主な祭神                                                                | 神社系列 | 神社庁 | 公式サイト | 備考 |
| 佐波波地祇神社 | 大津町（位置）         | 天日方奇日方命 大己貴命 事代主命 少彦名命 媛蹈鞴五十鈴姫命 五十鈴依姫命 |          |        |            | 郷社 式内社（常陸国多珂郡佐波波地祇神社） 常陸大津の御船祭は国の重要無形民俗文化財、県指定無形民俗文化財      |
| 佐波々地祇神社 | 華川町上小津田（位置） | 天日方奇日方命                                                          |          |        |            | 郷社 式内社（常陸国多珂郡佐波波地祇神社）                                                                     |
| 弟橘媛神社     | 磯原町磯原（位置）     | 弟橘比売命                                                              |          |        |            | 村社 |
| 花園神社       | 華川町花園（位置）     | 大山咋命 大山祇命 大物主命                                              | 日吉神社 |        |            | 村社 シャクナゲ群落、コウヤマキ、スギは県指定天然記念物 七ツ滝は県指定名勝 花園のささらは市指定無形民俗文化財 |
| 表 話 編 歴    |                        |                                                                         |          |        |            | |

## 笠間市
笠間市にある神社
| 神社名           | 所在地       | 主な祭神                     | 神社系列   | 神社庁 | 公式サイト       | 備考                                                                                 |
| 稲田神社         | 稲田（位置） | 奇稲田姫命                   |            |        |                  | 県社 式内社（名神大社、常陸国新治郡稲田神社） 四神旗は県指定有形文化財               |
| 愛宕神社         | 泉（位置）   | 火具土命                     | 愛宕神社   |        |                  | 郷社 式内社（常陸国茨城郡夷針神社）                                                  |
| 羽梨山神社       | 上郷（位置） | 木花咲耶姫命                 |            |        |                  | 郷社 式内社（常陸国茨城郡羽梨山神社） スギは市指定天然記念物                         |
| 大井神社         | 大渕（位置） | 神八井耳命                   |            |        |                  | 村社 式内社（常陸国那賀郡大井神社）                                                  |
| 笠間稲荷神社     | 笠間（位置） | 宇迦之御魂神                 | 稲荷神社   |        | 笠間稲荷神社     | 村社 別表神社 本殿は国の重要文化財 唐本一切経は県指定有形文化財 フジは国の天然記念物 |
| 佐志能神社       | 笠間（位置） | 豊城入彦命 武甕槌命 大国主命 |            |        |                  | 村社 式内社（常陸国新治郡佐志能神社）                                                |
| 出雲大社常陸教会 | 福原（位置） | 大国主大神                   | 出雲大社教 |        | 出雲大社常陸教会 |                                                                                      |
| 表 話 編 歴      |              |                              |            |        |                  |                                                                                      |

## 取手市
取手市にある神社
| 神社名      | 所在地     | 主な祭神 | 神社系列 | 神社庁 | 公式サイト | 備考 |
| 八坂神社    | 東（位置） | 素盞鳴命 | 祇園神社 |        | 八坂神社   | 村社（指定村社） 本殿、拝殿は市指定有形文化財 例大祭は8月1日・2日・3日 1日及び3日の夕刻に関東三大神輿と名高い神輿の渡御が行われる |
| 表 話 編 歴 |            |          |          |        |            | |

## 牛久市
牛久市にある神社

## つくば市
つくば市にある神社
| 神社名         | 所在地       | 主な祭神                               | 神社系列 | 神社庁 | 公式サイト     | 備考 |
| 筑波山神社     | 筑波（位置） | 伊弉諾尊 伊弉冉尊                      |          |        | 筑波山神社     | 県社 別表神社 式内社（名神大社、常陸国筑波郡筑波山神社） 太刀は国の重要文化財 神橋、境内社の春日神社および日枝神社の本殿および拝殿、厳島神社の本殿は県指定有形文化財 随神門は市指定有形文化財 ホシザキユキノシタ、マルバクスは市指定天然記念物 |
| 一ノ矢八坂神社 | 玉取（位置） | 素盞嗚命                               | 祇園神社 |        | 一ノ矢八坂神社 | 郷社 本殿、瑞花雙鳥八稜鏡は県指定有形文化財 ケヤキは県指定天然記念物 拝殿、覆屋は市指定有形文化財 |
| 金村別雷神社   | 上郷（位置） | 別雷大神                               | 加茂神社 |        |                | 郷社 本殿は県指定有形文化財 拝殿、神楽殿、回廊は市指定有形文化財 |
| 日枝神社       | 田中（位置） | 大山咋命                               | 日吉神社 |        |                | 郷社 |
| 鹿島神社       | 大形（位置） | 武甕槌命                               | 鹿島神社 |        |                | 村社 本殿は県指定有形文化財 |
| 體見神社       | 上境（位置） | 天久斯麻比士都命 天津日子根命 建許呂命 |          |        |                | 村社 国史見在社（日本三代実録、菅田神） 木造神像は県指定有形文化財 |
| 吉沼八幡神社   | 吉沼（位置） | 応神天皇                               | 八幡宮   |        |                | 村社 本殿は県指定有形文化財 |
| 八坂神社       | 北条         | 素戔嗚尊                               | 八坂神社 |        |                | 村社 石造五輪塔は県指定有形文化財 |
| 飯名神社       | 臼井         | 宇気母知神 市杵嶋姫命                  |          |        |                | 無格社 式外社（常陸国風土記、飯名神） |
| 平澤八幡神社   | 平沢         | 応神天皇                               | 八幡神社 |        |                | 村社 六地蔵石幢は県指定有形文化財 |
| 厳島神社       | 天宝喜       | 市杵島姫命                             | 厳島神社 |        |                | 無格社 特殊神事「天宝喜の万灯」 |
| 千勝神社       | 泊崎（位置） | 猿田彦大神                             |          |        | 千勝神社       | 戦後創祀 下妻市坂井千勝神社の分社 |
| 表 話 編 歴    |              |                                        |          |        |                | |

## ひたちなか市
ひたちなか市にある神社
| 神社名       | 所在地             | 主な祭神                     | 神社系列 | 神社庁 | 公式サイト   | 備考 |
| 酒列磯前神社 | 磯崎町（位置）     | 少彦名命 大己貴命            |          |        | 酒列磯前神社 | 国幣中社 別表神社 式内社（名神大社、常陸国鹿島郡酒烈磯前薬師菩薩神社） 樹叢は県指定天然記念物 比観亭跡は市指定史跡   |
| 橿原神宮     | 富士ノ上（位置）   | 神武天皇 桓武天皇 崇道天皇   | 橿原神宮 |        |              | 県社 |
| 勝倉神社     | 勝倉（位置）       | 経津主命                     | 香取神社 |        |              | 村社 |
| 金砂神社     | 堀口（位置）       | 武甕槌命 大己貴命 猿田彦命   |          |        |              | 村社 ヒイラギは県指定天然記念物                                                                                      |
| 湫尾神社     | 武田（位置）       | 素盞嗚尊                     |          |        |              | 村社 蔵神鏡は市指定有形文化財 スダジイ、ヒイラギは市指定天然記念物 武田氏の発祥の地に鎮座                            |
| 堀出神社     | 阿字ヶ浦町（位置） | 誉田別尊                     | 八幡宮   |        | 堀出神社     | 村社 |
| 那珂湊天満宮 | 湊中央（位置）     | 菅原道真                     | 天満宮   |        |              | 那珂湊の獅子とみろくは国の選択無形民俗文化財 瀬戸緑釉狛犬は県指定有形文化財 天満宮祭礼屋台囃子は市指定無形民俗文化財 |
| 佐和大神宮   | 佐和（位置）       | 天照大神 天手力雄命 万幡姫命 | 神明神社 |        |              | 村社 境内社秋葉神社の火祭りは市指定無形民俗文化財                                                                    |
| 表 話 編 歴  |                    |                              |          |        |              | |

## 鹿嶋市
鹿嶋市にある神社
| 神社名      | 所在地       | 主な祭神   | 神社系列 | 神社庁 | 公式サイト | 備考 |
| 鹿島神宮    | 宮中（位置） | 武甕槌大神 | 鹿島神社 |        | 鹿島神宮   | 常陸国一宮 · 官幣大社 · 勅祭社 · 別表神社 · 式内社（名神大社、常陸国鹿島郡鹿嶋神宮） · 直刀は国宝 · 本殿、拝殿、幣殿、石の間、楼門、仮殿、摂社奧宮本殿、梅竹蒔絵鞍は国の重要文化財 · 鹿島の祭頭祭は国の選択無形民俗文化財 · 境内は国の史跡 · 木造狛犬、陶製狛犬、木造十一面観音坐像、黒漆螺鈿蒔絵台、銅印、鐃、軍配、太刀、草花双鳥円鏡、十一面観音御正体、鹿島神宮文書は県指定有形文化財 · 樹叢は県指定天然記念物 · 楼門回廊は市指定有形文化財 · |
| 鎌足神社    | 宮中（位置） | 藤原鎌足   |          |        |            | 境内地は市指定史跡 |
| 表 話 編 歴 |              |            |          |        |            | |

## 潮来市
潮来市にある神社
| 神社名       | 所在地       | 主な祭神                                       | 神社系列 | 神社庁 | 公式サイト | 備考 |
| 大生神社     | 大生（位置） | 健御雷之男神                                   | 鹿島神社 |        |            | 郷社 本殿は県指定有形文化財 巫女舞は県指定無形民俗文化財 樹叢は県指定天然記念物 拝殿、斎殿は市指定有形文化財 大生の思井戸は市指定史跡 |
| 素鵞熊野神社 | 潮来（位置） | 素盞嗚命 奇稲田姫命 伊弉諾尊 速玉男命 事解男命 | 熊野神社 |        |            | 郷社 潮来祇園祭禮で行われる潮来ばやしは県指定無形民俗文化財 ケヤキは県指定天然記念物                                                  |
| 鹿嶋吉田神社 | 新宮（位置） | 武甕槌命 日本武尊                              | 鹿島神社 |        |            | 村社 延方相撲は県指定無形民俗文化財 延方相撲書留帳は市指定有形文化財 樹叢は市指定天然記念物                                           |
| 国神神社     | 上戸（位置） | 大己貴命 少名彦名命                            |          |        |            | 村社 上戸の獅子舞は県指定無形民俗文化財                                                                                               |
| 硯宮神社     | 辻（位置）   | 応神天皇                                       | 八幡宮   |        |            | 村社 |
| 御札神社     | 島須（位置） | 武甕槌命                                       | 鹿島神社 |        |            | 村社 古面は県指定有形文化財 |
| 神明神社     | 上戸（位置） | 天照大神                                       | 神明神社 |        |            | シイは県指定天然記念物 |
| 月讀神社     | 辻（位置）   | 月読命                                         | 月読神社 |        |            | 二十三夜尊堂は県指定有形文化財 |
| 表 話 編 歴  |              |                                                |          |        |            | |

## 守谷市
守谷市にある神社
| 神社名      | 所在地       | 主な祭神 | 神社系列 | 神社庁 | 公式サイト | 備考                   |
| 八坂神社    | 本町（位置） | 素戔嗚尊 | 祇園神社 |        | 八坂神社   | 絵馬は市指定有形文化財 |
| 表 話 編 歴 |              |          |          |        |            |                        |

## 常陸大宮市
常陸大宮市にある神社
| 神社名       | 所在地         | 主な祭神          | 神社系列 | 神社庁 | 公式サイト   | 備考 |
| 佐伯神社     | 野口（位置）   | 天忍日命          |          |        |              | 郷社 |
| 立野神社     | 上小瀬（位置） | 級長津彦命        |          |        |              | 郷社 式内社（常陸国久慈郡立野神社）                                                                                   |
| 鷲子山上神社 | 鷲子（位置）   | 天日鷲命          |          |        | 鷲子山上神社 | 郷社 茨城県と栃木県の県境に位置 カヤは県指定天然記念物 本殿、随神門は茨城、栃木の両県から有形文化財の指定を受けている |
| 甲神社       | 下町（位置）   | 武甕槌命          |          |        |              | 村社 能面、佐竹義昭奉加帳は県指定有形文化財                                                                           |
| 吉田八幡神社 | 小田野（位置） | 日本武尊 誉田別尊 | 八幡宮   |        |              | 村社 スギは県指定天然記念物                                                                                           |
| 表 話 編 歴  |                |                   |          |        |              | |

## 那珂市
那珂市にある神社
| 神社名      | 所在地         | 主な祭神 | 神社系列 | 神社庁 | 公式サイト | 備考 |
| 静神社      | 静（位置）     | 建葉槌命 |          |        | 静神社     | 常陸国二宮 県社 式内社（名神大社、常陸国久慈郡静神社） 銅印は国の重要文化財 紙本着色三十六歌仙は県指定有形文化財 陣太鼓は市指定有形文化財 |
| 鹿島神社    | 菅谷（位置）   | 武甕槌命 | 鹿島神社 |        | 鹿島神社   | 村社 |
| 駒形神社    | 南酒出（位置） | 保食神   |          |        |            | 村社 |
| 三島神社    | 本米崎（位置） | 大山祇命 | 三島神社 |        |            | 村社 樹叢は市指定天然記念物 |
| 表 話 編 歴 |                |          |          |        |            | |

## 筑西市
筑西市にある神社
| 神社名         | 所在地         | 主な祭神                     | 神社系列 | 神社庁 | 公式サイト | 備考                                                                                 |
| 雲井宮郷造神社 | 倉持（位置）   | 武甕槌命                     |          |        |            | 郷社                                                                                 |
| 五所神社       | 五所宮（位置） | 武甕槌命 経津主命 天児屋根命 |          |        |            | 郷社 本殿、木造十一面観音立像、木造天部形立像は市指定有形文化財                      |
| 二所神社       | 成田（位置）   | 武甕槌命 別雷命              | 鹿島神社 |        |            | 郷社 本殿は市指定有形文化財 サカキは市指定天然記念物                                 |
| 下館羽黒神社   | 甲（位置）     | 大己貴命 玉依毘売命          | 羽黒神社 |        |            | 郷社 本殿、木造愛宕明神立像、絵馬、大袖鎧は県指定有形文化財 下館祇園祭が行われる     |
| 小栗内外大神宮 | 小栗（位置）   | 天照大御神 豊受大御神        | 神明神社 |        |            | 村社 内宮、外宮、御遷殿は国の重要文化財 小栗内外大神宮太々神楽は県指定無形民俗文化財 |
| 雷神社         | 樋口（位置）   | 別雷大神                     |          |        |            | 村社 本殿、幣殿、拝殿は市指定有形文化財 湯立祭は市指定無形民俗文化財                 |
| 表 話 編 歴    |                |                              |          |        |            |                                                                                      |

## 坂東市
坂東市にある神社
| 神社名      | 所在地       | 主な祭神 | 神社系列 | 神社庁 | 公式サイト | 備考 |
| 香取神社    | 沓掛（位置） | 経津主命 | 香取神社 |        |            | 村社 本殿は県指定有形文化財 奉納絵馬は市指定有形文化財                                                                     |
| 国王神社    | 岩井（位置） | 平将門   |          |        | 国王神社   | 村社 本殿、拝殿、寄木造平将門木像は県指定有形文化財 幣殿は市指定有形文化財 アラカシは市指定天然記念物 将門まつりが行われる |
| 沓掛神明社  | 沓掛（位置） | 天照大神 | 神明神社 |        |            | ケヤキは県指定天然記念物                                                                                                   |
| 表 話 編 歴 |              |          |          |        |            | |

## 稲敷市
稲敷市にある神社
| 神社名      | 所在地         | 主な祭神          | 神社系列 | 神社庁 | 公式サイト | 備考                                                                    |
| 大杉神社    | 阿波（位置）   | 倭大物主櫛甕玉命  |          |        | 大杉神社   | 郷社 別表神社 あんば囃しは国の選択無形民俗文化財 本殿は市指定有形文化財 |
| 高田神社    | 高田（位置）   | 伊弉諾尊 伊弉冉尊 |          |        |            | 郷社                                                                    |
| 天満神社    | 阿波崎（位置） | 菅原道真          | 天満宮   |        |            | 阿波崎城跡は県指定史跡                                                  |
| 表 話 編 歴 |                |                   |          |        |            |                                                                         |

## かすみがうら市
かすみがうら市にある神社
| 神社名      | 所在地         | 主な祭神                                        | 神社系列          | 神社庁 | 公式サイト | 備考                                |
| 大宮神社    | 安食（位置）   | 大宮比売命 国常立命 瓊々杵尊                    |                   |        |            | 村社 鰐口は県指定有形文化財         |
| 鹿島神社    | 牛渡（位置）   | 武甕槌命                                        | 鹿島神社          |        |            | 村社                                |
| 子安神社    | 東野寺（位置） | 木花咲耶姫命 武甕槌命                           | 浅間神社 鹿島神社 |        | 子安神社   | 村社 式内社（常陸国茨城郡夷針神社） |
| 胎安神社    | 西野寺（位置） | 木花咲耶姫命 経津主命 彦火瓊瓊杵命 彦火火出見命 |                   |        | 胎安神社   | 村社 式内社（常陸国茨城郡夷針神社） |
| 熊野神社    | 市川           | 熊野櫲樟日命                                    | 熊野神社          |        |            | 無格社 熊野古墳は県指定史跡         |
| 表 話 編 歴 |                |                                                 |                   |        |            |                                     |

## 桜川市
桜川市にある神社
| 神社名               | 所在地                   | 主な祭神                                                                                             | 神社系列        | 神社庁 | 公式サイト   | 備考 |
| 磯部稲村神社         | 磯部（位置）             | 天照皇大神荒魂 栲幡千々姫命 瀬織津姫命 木花佐久耶姫命 天太玉命 天手力雄命 倭姫命 天児屋根命 日本武尊 |                 |        | 磯部稲村神社 | 郷社 式内社（常陸国久慈郡稲村神社） サクラは国の天然記念物 木造狛犬、木造薬師如来坐像は県指定有形文化財 |
| 大国玉神社           | 大国玉（位置）           | 大国主命                                                                                             |                 |        |              | 郷社 式内社（常陸国真壁郡大国玉神社）                                                                   |
| 鴨大神御子神主玉神社 | 加茂部明神山（位置）     | 主玉神                                                                                               | 加茂神社        |        |              | 郷社 式内社（常陸国新治郡鴨大神御子神主神社） 大般若波羅蜜多経は県指定有形文化財                        |
| 鹿島神社             | 真壁町上谷貝（位置）     | 武甕槌命                                                                                             | 鹿島神社        |        |              | 村社 本殿は県指定有形文化財                                                                             |
| 鴨鳥五所神社         | 大泉（位置）             | 伊弉諾尊 伊弉冉尊                                                                                    |                 |        |              | 村社 本殿は県指定有形文化財                                                                             |
| 加波山三枝祇神社     | 真壁町長岡（位置）       | 伊弉冊命 速玉男命 事解男命                                                                           | 加波山神社      |        |              | 村社 国史見在社                                                                                         |
| 二所神社             | 西小塙（位置）           | 誉田別命 倉稲魂命                                                                                    | 八幡宮 羽黒神社 |        |              | 村社 木造狛犬は県指定有形文化財                                                                         |
| 八柱神社             | 真壁町塙世（位置）       | 素盞嗚命 誉田別命 木花咲耶姫命 倉稲魂命 別雷命 迦具土命 大山咋命 厳島姫命                            |                 |        |              | 村社 本殿は県指定有形文化財                                                                             |
| 五所駒瀧神社         | 真壁町山尾芳ヶ谷（位置） | 武甕槌大神 大山咋神 猿田彦神 木花咲耶姫命 菅原道真                                                   | 鹿島神社        |        | 五所駒瀧神社 | 五所駒瀧神社祭礼は国の選択無形民俗文化財                                                                |
| 表 話 編 歴          |                          | |                 |        |              | |

## 神栖市
神栖市にある神社
| 神社名      | 所在地       | 主な祭神 | 神社系列 | 神社庁 | 公式サイト | 備考            |
| 息栖神社    | 息栖（位置） | 岐神     |          |        |            | 県社 国史見在社 |
| 表 話 編 歴 |              |          |          |        |            |                 |

## 行方市
行方市にある神社
| 神社名      | 所在地         | 主な祭神                   | 神社系列 | 神社庁 | 公式サイト | 備考                   |
| 愛宕神社    | 玉造甲（位置） | 夜刀神                     | 愛宕神社 |        |            | 村社                   |
| 熊野神社    | 島並（位置）   | 素盞嗚命 伊弉諾尊 伊弉冉尊 | 熊野神社 |        |            | 本殿は県指定有形文化財 |
| 表 話 編 歴 |                |                            |          |        |            |                        |

## 鉾田市
鉾田市にある神社
| 神社名      | 所在地         | 主な祭神   | 神社系列 | 神社庁 | 公式サイト | 備考                                |
| 厳島神社    | 子生（位置）   | 市杵島姫命 | 厳島神社 |        |            | 村社 本殿は県指定有形文化財         |
| 主石神社    | 大和田（位置） | 大山祇命   |          |        |            | 村社 式内社（常陸国茨城郡主石神社） |
| 表 話 編 歴 |                |            |          |        |            |                                     |

## つくばみらい市
つくばみらい市にある神社
| 神社名      | 所在地 | 主な祭神   | 神社系列 | 神社庁 | 公式サイト | 備考                                                        |
| 愛宕神社    | 小張   | 軻遇突智命 | 愛宕神社 |        |            | 村社 小張松下流綱火は国指定重要無形民俗文化財               |
| 愛宕神社    | 高岡   | 不詳       | 愛宕神社 |        |            | 春日神社（無格社）境内 高岡流綱火は国指定重要無形民俗文化財 |
| 表 話 編 歴 |        |            |          |        |            |                                                             |

## 小美玉市
小美玉市にある神社
| 神社名      | 所在地         | 主な祭神 | 神社系列 | 神社庁 | 公式サイト | 備考                        |
| 鹿島神社    | 下馬場（位置） | 武甕槌命 | 鹿島神社 |        |            | 郷社                        |
| 大宮神社    | 上玉里（位置） | 武甕槌命 |          |        |            | 村社 鰐口は県指定有形文化財 |
| 素鵞神社    | 小川（位置）   | 素盞嗚命 | 祇園神社 |        | 素鵞神社   | 村社                        |
| 表 話 編 歴 |                |          |          |        |            |                             |

## 東茨城郡

### 茨城町
東茨城郡茨城町にある神社
| 神社名      | 所在地       | 主な祭神          | 神社系列 | 神社庁 | 公式サイト | 備考                                |
| 夷針神社    | 大戸（位置） | 奥津彦命 奥津姫命 |          |        |            | 村社 式内社（常陸国茨城郡夷針神社） |
| 表 話 編 歴 |              |                   |          |        |            |                                     |

### 大洗町
東茨城郡大洗町にある神社
| 神社名       | 所在地         | 主な祭神          | 神社系列 | 神社庁 | 公式サイト   | 備考 |
| 大洗磯前神社 | 磯浜町（位置） | 大己貴命 少彦名命 |          |        | 大洗磯前神社 | 国幣中社 別表神社 式内社（名神大社、常陸国鹿島郡大洗磯前薬師菩薩明神社） 本殿、拝殿、太刀は県指定有形文化財 随神門は町指定有形文化財 |
| 弟橘比売神社 | 磯浜町（位置） | 弟橘比売命        |          |        |              | 村社 |
| 表 話 編 歴  |                |                   |          |        |              | |

### 城里町
東茨城郡城里町にある神社
| 神社名       | 所在地         | 主な祭神 | 神社系列 | 神社庁 | 公式サイト | 備考                                                       |
| 阿波山上神社 | 阿波山（位置） | 少彦名命 |          |        |            | 郷社 式内社（常陸国那賀郡阿波山上神社）                    |
| 青山神社     | 上青山（位置） | 五十猛命 |          |        |            | 村社 式内社（常陸国那賀郡青山神社）                        |
| 石船神社     | 岩船（位置）   | 天鳥船命 |          |        |            | 村社 式内社（常陸国那賀郡石船神社） フジは町指定天然記念物 |
| 表 話 編 歴  |                |          |          |        |            |                                                            |

## 那珂郡東海村
那珂郡東海村にある神社
| 神社名       | 所在地       | 主な祭神 | 神社系列 | 神社庁 | 公式サイト | 備考 |
| 村松大神宮   | 村松（位置） | 天照大神 | 神明神社 |        | 大神宮     | 郷社 |
| 豊受皇大神宮 | 白方（位置） | 豊受大神 | 神明神社 |        |            | 郷社 |
| 表 話 編 歴  |              |          |          |        |            |      |

## 久慈郡大子町
久慈郡大子町にある神社
| 神社名      | 所在地         | 主な祭神                 | 神社系列 | 神社庁 | 公式サイト | 備考                                                       |
| 近津神社    | 上野宮（位置） | 面足尊 惶根尊 級長津彦命 |          |        |            | 郷社                                                       |
| 近津神社    | 下野宮（位置） | 面足尊 惶根尊 級長津彦命 |          |        |            | 郷社 式内社（常陸国久慈郡稲村神社） スギは県指定天然記念物 |
| 近津神社    | 町付（位置）   | 面足尊 惶根尊 級長津彦命 |          |        |            | 郷社                                                       |
| 八溝嶺神社  | 上野宮（位置） | 大己貴命 事代主命        |          |        |            | 郷社 式内社（陸奥国白河郡八溝嶺神社）                      |
| 表 話 編 歴 |                |                          |          |        |            |                                                            |

## 稲敷郡

### 美浦村
稲敷郡美浦村にある神社
| 神社名      | 所在地       | 主な祭神 | 神社系列 | 神社庁 | 公式サイト | 備考                                |
| 楯縫神社    | 木原（位置） | 経津主命 |          |        |            | 県社 式内社（常陸国信太郡楯縫神社） |
| 表 話 編 歴 |              |          |          |        |            |                                     |

### 阿見町
稲敷郡阿見町にある神社
| 神社名      | 所在地       | 主な祭神     | 神社系列 | 神社庁 | 公式サイト | 備考                                                       |
| 阿彌神社    | 竹来（位置） | 健御雷之男命 |          |        |            | 県社 式内社（常陸国信太郡阿彌神社） 樹叢は町指定天然記念物 |
| 阿彌神社    | 中郷（位置） | 豊城入彦命   |          |        |            | 郷社 式内社（常陸国信太郡阿彌神社）                        |
| 八坂神社    | 若栗（位置） | 素盞嗚命     | 祇園神社 |        |            | 村社 本殿は町指定有形文化財                                |
| 鹿島神社    | 吉原（位置） | 武甕槌命     | 鹿島神社 |        |            | 村社 ヤドリギは町指定天然記念物                            |
| 表 話 編 歴 |              |              |          |        |            |                                                            |

### 河内町
稲敷郡河内町にある神社
| 神社名      | 所在地         | 主な祭神       | 神社系列 | 神社庁 | 公式サイト | 備考                           |
| 側高神社    | 金江津（位置） | 天津彦炎出見命 | 側高神社 |        |            | 村社 本殿は町指定有形文化財    |
| 鹿島神社    | 宮渕（位置）   | 武甕槌命       | 鹿島神社 |        |            | 鰐口、石祠はは町指定有形文化財 |
| 表 話 編 歴 |                |                |          |        |            |                                |

## 結城郡八千代町
結城郡八千代町にある神社
| 神社名      | 所在地       | 主な祭神 | 神社系列 | 神社庁 | 公式サイト | 備考                                                                                |
| 鹿嶋神社    | 野爪（位置） | 武甕槌命 | 鹿島神社 |        |            | 本殿、木造随身像、銅鋳製鈴、朱印状及び朱印絵地図は町指定有形文化財 境内は町指定史跡 |
| 表 話 編 歴 |              |          |          |        |            |                                                                                     |

## 猿島郡

### 五霞町
猿島郡五霞町にある神社

### 境町
猿島郡境町にある神社
| 神社名      | 所在地       | 主な祭神 | 神社系列 | 神社庁 | 公式サイト | 備考                                    |
| 香取神社    | 塚崎（位置） | 経津主命 | 香取神社 |        |            | 村社 塚崎の獅子舞は県指定無形民俗文化財 |
| 表 話 編 歴 |              |          |          |        |            |                                         |

## 北相馬郡利根町
北相馬郡利根町にある神社
| 神社名      | 所在地       | 主な祭神                    | 神社系列 | 神社庁 | 公式サイト | 備考                                                                                                  |
| 蛟蝄神社    | 立木（位置） | 弥都波能売命 波邇夜須毘売命 |          |        |            | 郷社 式内社（下総国相馬郡蛟蝄神社） 門の宮、奥の宮、雨乞い絵馬は町指定有形文化財 立木貝塚は町指定史跡 |
| 布川神社    | 布川（位置） | 久々能智之命                |          |        |            | 絵馬は町指定有形文化財                                                                                |
| 表 話 編 歴 |              |                             |          |        |            | |